# ロマン・アマルフィターノ
ロマン・アマルフィターノ（Romain Amalfitano，1989年8月27日 - ）は、フランス・ニース出身のサッカー選手。ポジションはミッドフィールダー。アル・ファイサリー・ハルマ所属。

## 経歴
2010年、スタッド・ランスに2年契約で加入した。2011-12シーズンはチームのリーグ・アン昇格に貢献した。
2012年7月1日、プレミアリーグのニューカッスル・ユナイテッドFCに3年契約で移籍した。移籍金は発生しなかった。
2013年9月4日、ディジョンFCOに期限付き移籍。2014年7月1日、3年契約で完全移籍した。
2020年10月25日、サウジ・プロフェッショナルリーグのアル・ファイサリー・ハルマに移籍した。

## 人物・エピソード
実兄のモルガン・アマルフィターノもサッカー選手。